# Svjetski dan borbe protiv golfa
Svjetski dan borbe protiv golfa (engl. World No-Golf Day), dan koji se obilježava svake godine 29. travnja, nastao na poticaj japanskog aktivista Gena Morite koji je 1993. godine sastavio manifest u kojem je izložio stajališta i zahtjeve globalnog antigolfskog pokreta.
Globalni antigolfski pokret nastao je 29. travnja 1993. po završetku trodnevne Konferencije o golfskim terenima i razvitku resorata u azijsko-pacifičkoj regiji održanoj u Panangu u Maleziji od 26. do 29. travnja 1993. Tri organizacije pokrivale su događaj: japanska Globalna mreža za akciju protiv golfskih terena (engl. Global Network for Anti-Golf Course Action, GNAGA), tajlandska Azijska turistička mreža (engl. Asian Tourism Network, ANTENNA) i malezijska Azijsko-pacifička pučka i okolišna mreža (engl. Asia-Pacific People and Environmental Network, APPEN). Konferenciji je prisustvovalo 20 delegata iz Havaja, Hong Konga, Indije, Indonezije, Japana, Malezije, Filipina i Tajlanda.
Antigolfski pokret danas je navlastito prisutan u Europi (Italija, Španjolska, Malta, Hrvatska) te u SAD-u (udruga Sierra Club) i Kanadi, no ima i pobornike u Australiji, Aziji (Japanu) i Latinskoj Americi (Meksiku).

## Više informacija
- održivi razvoj
- održivi turizam